# Erzbistum Ibagué
Das Erzbistum Ibagué (lateinisch Archidioecesis Ibaguensis, spanisch Archidiócesis de Ibagué) ist eine in Kolumbien gelegene römisch-katholische Diözese mit Sitz in Ibagué. Es umfasst einen Teil des kolumbianischen Departamentos Tolima.

## Geschichte
Papst Leo XIII. gründete es am 20. Mai 1900 aus Gebietsabtretungen des Bistums Tolima, das gleichzeitig aufgelöst wurde, und es wurde dem Erzbistum Popayán als Suffragandiözese unterstellt. Mit der Apostolischen Konstitution Quamquam Ecclesiarum wurde es am 14. Dezember 1974 in den Rang eines Metropolitanerzbistums erhoben.
Teile seines Territoriums verlor es zugunsten der Errichtung folgender Bistümer:
- 18. März 1957 an das Bistum Espinal;
- 8. Juli 1989 an das Bistum Líbano-Honda.

## Ordinarien

### Bischöfe von Ibagué
- Ismael Perdomo Borrero (29. April 1903 – 5. Februar 1923, dann Koadjutorerzbischof von Bogotá)
- Pedro María Rodríguez Andrade (10. April 1924 – 17. März 1957)
- Arturo Duque Villegas (17. März 1957 – 7. Juli 1959, dann Erzbischof von Manizales)
- Rubén Isaza Restrepo (2. November 1959 – 3. Januar 1964, dann Koadjutorerzbischof von Bogotá)
- José Joaquín Flórez Hernández (17. März 1964 – 14. Dezember 1974)

### Erzbischöfe von Ibagué
- José Joaquín Flórez Hernández (14. Dezember 1974 – 25. März 1993)
- Juan Francisco Sarasti Jaramillo CIM (25. März 1993 – 17. August 2002, dann Erzbischof von Cali)
- Flavio Calle Zapata (10. Januar 2003 – 20. März 2019)
- Orlando Roa Barbosa (seit 29. Mai 2020)

0

## Statistik
| Jahr | Bevölkerung | Bevölkerung | Bevölkerung | Priester     | Priester           | Priester         | Priester               | Ständige Diakone | Ordensleute    | Ordensleute        | Pfarreien |
| Jahr | Katholiken  | Einwohner   | Anteil      | Gesamt- zahl | Diözesan- priester | Ordens- priester | Katholiken je Priester | Ständige Diakone | Ordens- brüder | Ordens- schwestern | Pfarreien |
| ---- | ----------- | ----------- | ----------- | ------------ | ------------------ | ---------------- | ---------------------- | ---------------- | -------------- | ------------------ | --------- |
| 1950 | 709.580     | 710.580     | 99,9 %      | 107          | 89                 | 18               | 6.631                  |                  | 35             | 250                | 61        |
| 1966 | 580.000     | 600.000     | 96,7 %      | 120          | 93                 | 27               | 4.833                  |                  | 45             | 238                | 46        |
| 1970 | 780.000     | 780.000     | 100 %       | 104          | 84                 | 20               | 7.500                  |                  | 30             | 299                | 50        |
| 1976 | 750.000     | 800.000     | 93,8 %      | 91           | 76                 | 15               | 8.241                  |                  | 27             | 280                | 56        |
| 1980 | 771.000     | 822.000     | 93,8 %      | 91           | 75                 | 16               | 8.472                  |                  | 34             | 230                | 58        |
| 1990 | 383.500     | 415.763     | 92,2 %      | 67           | 55                 | 12               | 5.723                  |                  | 18             | 131                | 38        |
| 1999 | 489.579     | 543.977     | 90,0 %      | 97           | 79                 | 18               | 5.047                  |                  | 25             | 146                | 46        |
| 2000 | 485.747     | 539.719     | 90,0 %      | 94           | 78                 | 16               | 5.167                  |                  | 28             | 137                | 48        |
| 2001 | 485.355     | 539.284     | 90,0 %      | 100          | 82                 | 18               | 4.853                  |                  | 31             | 142                | 53        |
| 2002 | 489.400     | 547.004     | 89,5 %      | 98           | 81                 | 17               | 4.993                  | 12               | 31             | 141                | 54        |
| 2003 | 504.611     | 560.679     | 90,0 %      | 105          | 89                 | 16               | 4.805                  | 12               | 23             | 143                | 54        |
| 2004 | 510.300     | 567.000     | 90,0 %      | 89           | 72                 | 17               | 5.733                  | 12               | 29             | 150                | 54        |
| 2006 | 504.310     | 560.344     | 90,0 %      | 101          | 83                 | 18               | 4.993                  | 12               | 32             | 164                | 55        |
| 2013 | 547.000     | 605.000     | 90,4 %      | 107          | 89                 | 18               | 5.112                  | 17               | 33             | 207                | 62        |